# 紙屋村
紙屋村（かみやそん）は、宮崎県西諸県郡にあった村。

## 歴史
- 1948年（昭和23年）4月1日 - 野尻村の一部（字大平山勝負を除く紙屋）が分立して発足。
- 1955年（昭和30年）2月11日 - 野尻村と合併して野尻町が発足。同日紙屋村廃止。